# 宮阪政樹
宮阪 政樹（みやさか まさき、1989年7月15日 - ）は、東京都練馬区出身の元プロサッカー選手。登録ポジションはミッドフィールダー（主にボランチ）。

## 来歴

### プロ入り前
小学校3年時からサッカーを始め、中学校、高校の時はFC東京の下部組織に所属。展開力のあるボランチとして見出され、1期上の中野遼太郎を目標に真摯にサッカーに取り組む姿勢で着実に力を重ねた。また、当時トップチームでプレーしていた宮沢正史を真似たことで鋭いフリーキックを身に付けた。同期は丸山祐市、大竹洋平、椋原健太、廣永遼太郎、田端信成、岡田翔平、田中奏一、井澤惇、加藤淳也など。
2008年に明治大学文学部に進学し、2009年2年時の天皇杯ではボランチとして出場。3回戦で後にプロ生活を始めるモンテディオ山形を3-0で破っている。本人は当時からプロを目指しており、大きな経験だったと語る。4年時にはサッカー部主将を務めた。部の同期は丸山、高木駿、田中恵太など。2011年夏季ユニバーシアードに参加する日本代表でも主将を務め、優勝に貢献。

### プロ入り後
2012年、中盤での献身的プレーを評価されモンテディオ山形へ加入。リーグ戦第1節から先発出場の機会を得、第4節甲府戦では直接FKによる初得点を記録した。第11節の東京V戦でクラブ史上最速でのA契約規定時間出場を達成。その後も持ち前の展開力と豊富な運動量でチームを支えた。J's GOALやエル・ゴラッソからはこの年のJ2新人王に選出されている。2013年はボランチのレギュラーから外されたが、天皇杯浦和戦でサイドハーフに配されると攻守に積極的なプレーを見せ、リーグ戦終盤はこのポジションでの先発出場を続けた。
2014年は若手のリーダーとして副将を務め、ボランチの定位置を再奪取。高精度のプレースキックと強烈なミドルシュートで相手ゴールを脅かし、第34節讃岐戦では60メートルの長距離FKを突き刺した。同年はリーグ戦全試合に先発出場し、チーム最多・最長出場を記録。パス数ではリーグ2位、ボール奪取ではチーム最多を数え、攻守において絶対的存在であった。この年限りで山形との3年契約が満了を迎えるも、必要不可欠な戦力として慰留され契約を延長。2015年は好調を維持するも、J1での戦いに向けてより守備を重視する起用法が採られ出場機会は激減した。夏場にかけて一時先発に復帰。果敢なプレスで攻撃へと繋げるプレーを見せ、2nd第1節横浜FM戦でJ1初得点を記録した。
2016年、2年越しのオファーに応え、松本山雅FCへ完全移籍。シーズン半ばにMFパウリーニョが加入して以降は出場機会を減らしたが、チーム屈指のキックの技巧から専門誌ではJ1昇格争い最終盤でのキーマンに挙げられ、J1昇格プレーオフ準決勝・岡山戦では同点ゴールをアシスト。しかし試合終了間際の失点でJ1昇格を逃した。
2018年、大分トリニータに期限付き移籍。3月25日のJ2第6節・讃岐戦ではスコア0-0で迎えた前半32分に、ハーフウェイラインやや手前の位置のFKから、前目に位置取っていた相手GKの頭上を越えるロングシュートでゴールを決めた。この時のシュートの飛距離は4年前に同じく讃岐戦で、ほぼ同様の状況で自身が記録したゴールから0.5m短い58.4mとなっている。シーズン前半戦は先発出場を続けていたが、後半戦からは前田凌佑の台頭に押される形で出場機会が減少した。
2019年、移籍期間満了により松本に復帰。同シーズン終了後、契約満了により松本を退団した。
2020年、ザスパクサツ群馬に加入。2020年12月11日、契約満了による退団が発表された。
2021年、AC長野パルセイロに加入した。
2023年末で長野との契約が満了となって退団。
2023年12月29日、現役引退を発表。引退後はFC東京の強化部スカウトに転身した。

## 所属クラブ
- 1998年 - 2001年 田柄二サッカークラブ 現PELADA FC(練馬区立田柄第二小学校[2])
- 2002年 - 2004年 FC東京U-15 / FC東京U-15深川[5] (練馬区立練馬東中学校[46])
- 2005年 - 2007年 FC東京U-18 (東京都立練馬高等学校[46])
- 2008年 - 2011年 明治大学体育会サッカー部 (明治大学文学部[11])
- 2012年 - 2015年  モンテディオ山形
- 2016年 - 2019年  松本山雅FC
  - 2018年  大分トリニータ（期限付き移籍）
- 2020年  ザスパクサツ群馬
- 2021年 - 2023年  AC長野パルセイロ

## 個人成績
| 国内大会個人成績 | 国内大会個人成績 | 国内大会個人成績 | 国内大会個人成績 | 国内大会個人成績 | 国内大会個人成績 | 国内大会個人成績 | 国内大会個人成績 | 国内大会個人成績 | 国内大会個人成績 | 国内大会個人成績 | 国内大会個人成績 |
| 年度             | クラブ           | 背番号           | リーグ           | リーグ戦         | リーグ戦         | リーグ杯         | リーグ杯         | オープン杯       | オープン杯       | 期間通算         | 期間通算         |
| 年度             | クラブ           | 背番号           | リーグ           | 出場             | 得点             | 出場             | 得点             | 出場             | 得点             | 出場             | 得点             |
| 日本             | 日本             | 日本             | 日本             | リーグ戦         | リーグ戦         | リーグ杯         | リーグ杯         | 天皇杯           | 天皇杯           | 期間通算         | 期間通算         |
| ---------------- | ---------------- | ---------------- | ---------------- | ---------------- | ---------------- | ---------------- | ---------------- | ---------------- | ---------------- | ---------------- | ---------------- |
| 2009             | 明治大           | 5                | -                | -                | -                | -                | -                | 3                | 0                | 3                | 0                |
| 2012             | 山形             | 15               | J2               | 40               | 6                | -                | -                | 2                | 0                | 42               | 6                |
| 2013             | 山形             | 15               | J2               | 23               | 4                | -                | -                | 2                | 1                | 25               | 5                |
| 2014             | 山形             | 15               | J2               | 42               | 8                | -                | -                | 5                | 0                | 47               | 8                |
| 2015             | 山形             | 15               | J1               | 18               | 1                | 6                | 0                | 2                | 0                | 26               | 1                |
| 2016             | 松本             | 15               | J2               | 36               | 1                | -                | -                | 2                | 0                | 38               | 1                |
| 2017             | 松本             | 15               | J2               | 23               | 3                | -                | -                | 0                | 0                | 23               | 3                |
| 2018             | 大分             | 35               | J2               | 21               | 1                | -                | -                | 0                | 0                | 21               | 1                |
| 2019             | 松本             | 35               | J1               | 19               | 1                | 2                | 1                | 1                | 0                | 22               | 2                |
| 2020             | 群馬             | 35               | J2               | 37               | 3                | -                | -                | -                | -                | 37               | 3                |
| 2021             | 長野             | 15               | J3               | 28               | 1                | -                | -                | 1                | 1                | 29               | 2                |
| 2022             | 長野             | 15               | J3               | 29               | 1                | -                | -                | -                | -                | 29               | 1                |
| 2023             | 長野             | 15               | J3               | 31               | 1                | -                | -                | 1                | 0                | 32               | 1                |
| 通算             | 日本             | 日本             | J1               | 37               | 2                | 8                | 1                | 3                | 0                | 48               | 3                |
| 通算             | 日本             | 日本             | J2               | 222              | 26               | -                | -                | 11               | 1                | 233              | 27               |
| 通算             | 日本             | 日本             | J3               | 88               | 3                | -                | -                | 2                | 1                | 90               | 4                |
| 通算             | 日本             | 日本             | 他               | -                | -                | -                | -                | 3                | 0                | 3                | 0                |
| 総通算           | 総通算           | 総通算           | 総通算           | 347              | 31               | 8                | 1                | 19               | 2                | 374              | 34               |

その他の公式戦
- 2014年
  - J1昇格プレーオフ 2試合0得点
- 2016年
  - J1昇格プレーオフ 1試合0得点

- 2015年3月07日：J1初出場 - 1st第1節 ベガルタ仙台戦 (ユアスタ)
- 2015年7月11日：J1初得点 - 2nd第1節 横浜F・マリノス戦 (日産)
- 2012年3月04日：J2初出場 - 第1節 ジェフユナイテッド千葉戦 (フクアリ)
- 2012年3月20日：J2初得点 - 第4節 ヴァンフォーレ甲府戦 (NDスタ)

## 代表歴
- U-15日本代表
  - 2004年 - 日本ブラジル友好カップ2004[47]
- ユニバーシアード日本代表
  - 2011年 - 第26回夏季ユニバーシアード

## タイトル
FC東京U-15
- ナイキプレミアカップジャパン (2002年)
- 日本クラブユースサッカー選手権 (U-15)大会 (2003年)

FC東京U-18
- イギョラカップ (2006年)
- Jリーグユース選手権大会 (2007年)
- サニックス杯国際ユースサッカー大会 (2007年)

明治大学体育会サッカー部
- 全日本大学サッカー選手権大会 (2009年)
- 関東大学サッカーリーグ戦 (2010年)

ユニバーシアード日本代表
- 第26回夏季ユニバーシアード (2011年)

### 個人
- パリ国際大会ベストイレブン (2003年[48])
- J2 Exciting 22 (2012年)